# Communistische Partij van de Russische Federatie
De Communistische Partij van de Russische Federatie (KPRF/CPRF) (Russisch: Коммунистическая партия Российской Федерации (КПРФ); Kommoenistitsjeskaja partia Rossiejskoj Federatsii) is een communistische partij in Rusland. De oprichting vond plaats op het tweede congres van Communistisch Rusland op 14 februari 1993, als opvolger van de Communistische Partij van de Russische Socialistische Federatieve Sovjetrepubliek. De partij heeft 81 regionale afdelingen en had in 2015 160.000 leden. De gebieden waar de partij veel aanhang heeft worden de 'Rode Gordel' (Красный пояс, Krasnyj pojas) genoemd.
Het strategische doel van de partij is een "nieuw socialisme" bouwen in Rusland. Op de korte termijn wil de partij het volgende doen: "patriottische krachten" aan de macht brengen, minerale hulpbronnen en van strategische sectoren van de economie nationaliseren met behoud van de kleine en middelgrote ondernemingen en een sociaal overheidsbeleid. Sinds haar oprichting heeft de partij zich gepositioneerd als oppositie van de autoriteiten.
Het is de op een na grootste politieke partij in de Russische Federatie. De jongerenorganisatie van de partij is de Leninistische Communistische Jeugdbond van de Russische Federatie. De partij wordt bestuurd door het Centraal Comité.

## Ideologie
De partij heeft sinds 2008 een nieuw partijprogramma, waarin zij verklaart de enige te zijn die opkomt voor de rechten van de mensen en de nationale belangen. Het strategische doel van de partij is in Rusland een "nieuw socialisme" bouwen, het "socialisme van de 21ste eeuw".
In haar programma verklaart zij te worden geleid door het marxisme-leninisme, gebaseerd op de ervaringen en resultaten van interne en wereldwijde wetenschap en cultuur. Het programma noemt ook "de confrontatie tussen de nieuwe wereldorde en het Russische volk", "met zijn duizendjarige geschiedenis en zijn kwaliteiten".
Volgens haar programma acht de Communistische Partij het noodzakelijk om het land in drie fasen te hervormen. In de eerste fase is het plan om de macht aan de arbeiders te geven, die daarbij vertegenwoordigd worden door een coalitie onder leiding van de Communistische Partij.

## Verkiezingen

### Parlementsverkiezingen
| Jaar | % van de uitgebrachte stemmen | Zetels |
| ---- | ----------------------------- | ------ |
| 1993 | 12,4                          | 42     |
| 1995 | 22,3                          | 157    |
| 1999 | 24,29                         | 113    |
| 2003 | 12,61                         | 51     |
| 2007 | 11,57                         | 57     |
| 2011 | 19,19                         | 92     |
| 2016 | 13,34                         | 42     |
| 2021 | 18,93                         | 57     |

In de eerste parlementsverkiezingen voor het Staatsdoema werd de partij derde en kreeg 12,4% van de stemmen (45 zetels). Daarna steeg de populariteit van de partij en bij de tweede parlementsverkiezingen werd de partij eerste met 22,3% van de stemmen (157 zetels). Bij de volgende parlementsverkiezingen in 1999 werd de partij ook eerste met 24,29% van de stemmen (113 zetels). In 2003 kregen de communisten 12,8% van de stemmen en 51 zetels in het Staatsdoema. Zjoeganov noemde het een "weerzinwekkend schouwspel" en beschuldigde het Kremlin van het opzetten van een "neppartij", Rodina, om zijn stemmen te stelen. Vervolgens kregen ze in 2007 11,57% van stemmen en 52 zetels. Bij de voorlaatste parlementsverkiezingen in 2011 nam de populariteit toe en kregen ze 19,19% van de stemmen en 92 zetels.

### Presidentsverkiezingen
| Jaar              | Kandidaat          | Stemmen    | %     | Plaats |
| ----------------- | ------------------ | ---------- | ----- | ------ |
| 1996 (1ste ronde) | Gennadi Zjoeganov  | 24.211.686 | 32,03 | 2/10   |
| 1996 (2de ronde)  | Gennadi Zjoeganov  | 30.104.589 | 40,31 | 2/2    |
| 2000              | Gennadi Zjoeganov  | 21.928.468 | 29,24 | 2/11   |
| 2004              | Nikolaj Charitonov | 9.513.313  | 13,69 | 2/6    |
| 2008              | Gennadi Zjoeganov  | 13.243.550 | 17,72 | 2/4    |
| 2012              | Gennadi Zjoeganov  | 12.318.353 | 17,18 | 2/5    |
| 2018              | Pavel Groedinin    | 8.659.206  | 11,77 | 2/8    |
| 2024              | Nikolaj Charitonov |            |       |        |

In alle presidentsverkiezingen die gehouden zijn in de Russische Federatie werd de partij tweede. De partij had de presidentsverkiezingen in 1996 eigenlijk gewonnen, maar er werd op grote schaal fraude gepleegd voor Boris Jeltsin. Zjoeganov kreeg volgens de officiële resultaten 17,18% van de stemmen bij de presidentsverkiezingen van 2012, bij de verkiezing werd vervolgens onafhankelijke waarnemers op grote schaal fraude gepleegd in het voordeel van Vladimir Poetin. Hij noemde de verkiezing er "één van dieven, en absoluut oneerlijk en onwaardig".

## Geschiedenis
De partij werd in februari 1993 opgericht op een 'Tweede Buitengewone Congres', waar het zichzelf de opvolger van de Communistische Partij van de Russische Sovjet Federatieve Socialistische Republiek noemde.
De KPRF wordt geleid door Gennadi Zjoeganov, begin 1993 de mede-oprichter van de partij en onder anderen de voormalige Sovjet-politici Jegor Ligatsjev en Anatoli Lukianov. Zjoeganov was een criticus van Alexander Jakovlev, de godfather van de glasnost.
Een nieuwe overkoepelende beweging werd gevormd op initiatief van de KPRF op 7 augustus 1996. Zij heette Volkspatriottische Unie van Rusland (NPSR) en bestond uit meer dan 30 linkse en rechtse nationalistische organisaties, zoals de Russische Volksunie geleid door Sergej Baboerin. Zjoeganov werd door deze alliantie gesteund als presidentskandidaat tijdens de presidentsverkiezingen in 1996 en in 2000. Tijdens de presidentsverkiezingen in 1996 werd de KPRF ondersteund door de prominente Aleksandr Zinovjev (een voormalige Sovjetdissident, die een aanhanger van het communisme werd tijdens de perestrojka). Een andere prominente aanhanger van de KPRF is de natuurkundige Zjores Alferov, aan wie in 2000 de Nobelprijs voor de Natuurkunde werd gegeven.

## Partijprogramma
Onder de huidige omstandigheden in de Russische Federatie zegt de communistische partij het volgende te willen doen:
- Stoppen met het het land te laten uitsterven, de voordelen voor grote families in ere herstellen, het netwerk van openbare kleuterscholen reconstrueren en huisvesting aan jonge gezinnen bieden
- Nationaliseren van de natuurlijke hulpbronnen in Rusland en de strategische sectoren van de economie; de inkomsten van deze sectoren worden gebruikt in het belang van alle burgers
- Rusland niet meer in het bezit laten zijn van buitenlandse banken en weer staatsbanken oprichten om ze te gebruiken voor de economische en sociale ontwikkeling
- Eerlijke verkiezingen organiseren zonder fraude
- Creëren van een werkelijk onafhankelijke rechterlijke macht
- De onmiddellijke uitvoering van maatregelen om armoede te bestrijden en prijscontroles invoeren op essentiële goederen
- De pensioengerechtigde leeftijd niet verhogen
- De overheid weer verantwoordelijkheid maken voor huisvesting en nutsvoorzieningen, de kosten voor de gemeentelijke diensten verlagen naar een prijs die niet hoger is dan 10% van het gezinsinkomen, uitzetting van mensen stoppen, de volkshuisvesting uitbreiden
- Meer geld naar de wetenschap en wetenschappers om fatsoenlijke lonen en alle nodige onderzoek te kunnen bieden
- Herstel van het hoogste niveau van universele en gratis secundair en hoger onderwijs dat bestond tijdens het Sovjettijdperk
- Zorgen voor de beschikbaarheid en de kwaliteit van gezondheidszorg
- De ontwikkeling van high-tech producten
- Zorgen voor de voeding en milieuveiligheid van het land en het oprichten van grote collectieve boerderijen voor de productie en verwerking van landbouwproducten
- De invoering van progressieve belastingen; een laag inkomen wordt vrijgesteld van het betalen van belastingen
- Het verbeteren van de efficiëntie van de overheidsadministratie, het verminderen van het aantal ambtenaren, om de macht van arbeiders en vakbonden uit te breiden
- Betere controle op kleine en middelgrote ondernemingen
- Zorgen voor de toegankelijkheid van culturele goederen, stoppen met de commercialisering van de cultuur, de Russische cultuur verdedigen als het fundament van de geestelijke eenheid van Rusland, de nationale cultuur van alle burgers van het land
- Het stoppen van de leugens die verspreid worden over de Russische en Sovjetgeschiedenis
- Drastische maatregelen om corruptie en criminaliteit de kop in te drukken
- De versterking van de nationale verdediging en uitbreiding van sociale garanties aan militairen en wetshandhavers
- Zorgen voor de territoriale integriteit van Rusland en de bescherming van landgenoten in het buitenland
- Een buitenlands beleid invoeren dat gebaseerd is op wederzijds respect van landen en volkeren om het vrijwillige herstel van de Sovjet-Unie te vergemakkelijken.

## Galerij

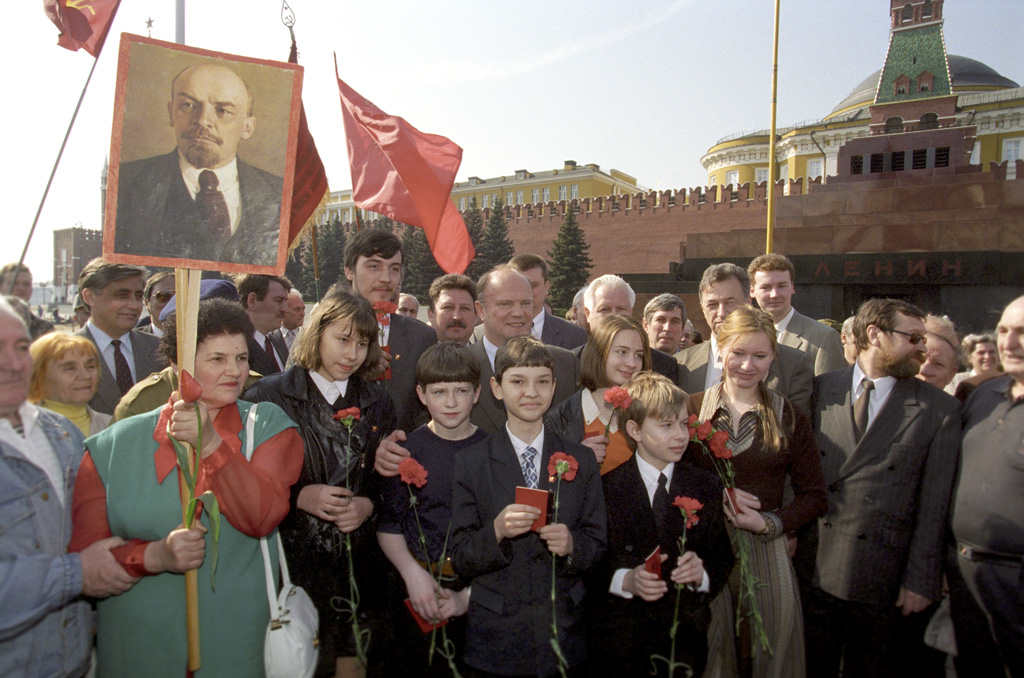
Zjoeganov met leden van de Leninistische Communistische Jeugdbond van de Russische Federatie.
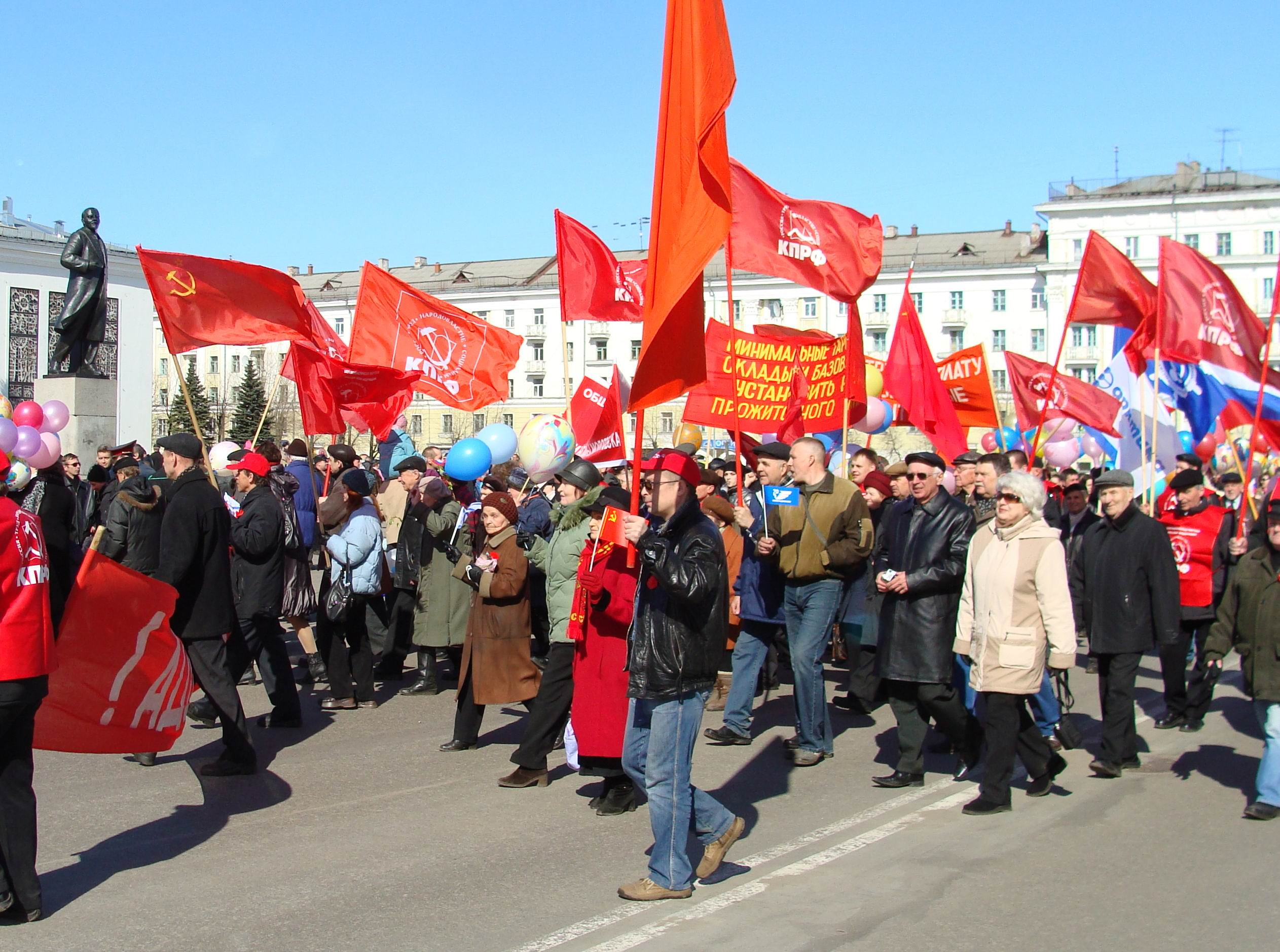
Communisten marcheren op de Dag van de Arbeid in 2009 in Severodvinsk.
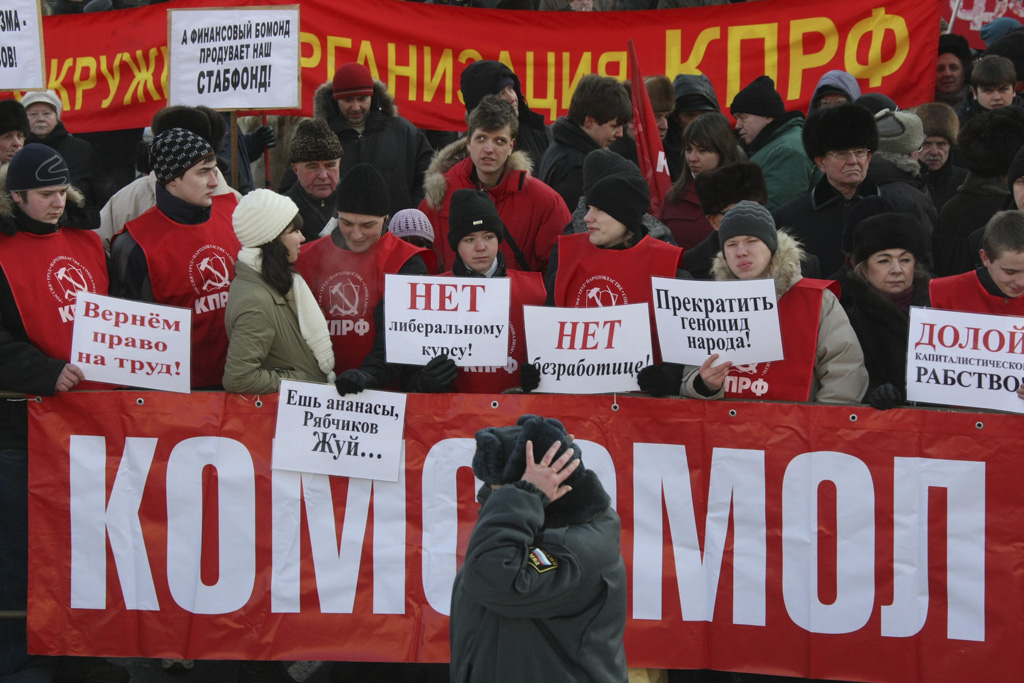
De Communistische Partij houdt een demonstratie op het Triumfalnaya Plein in Moskou.
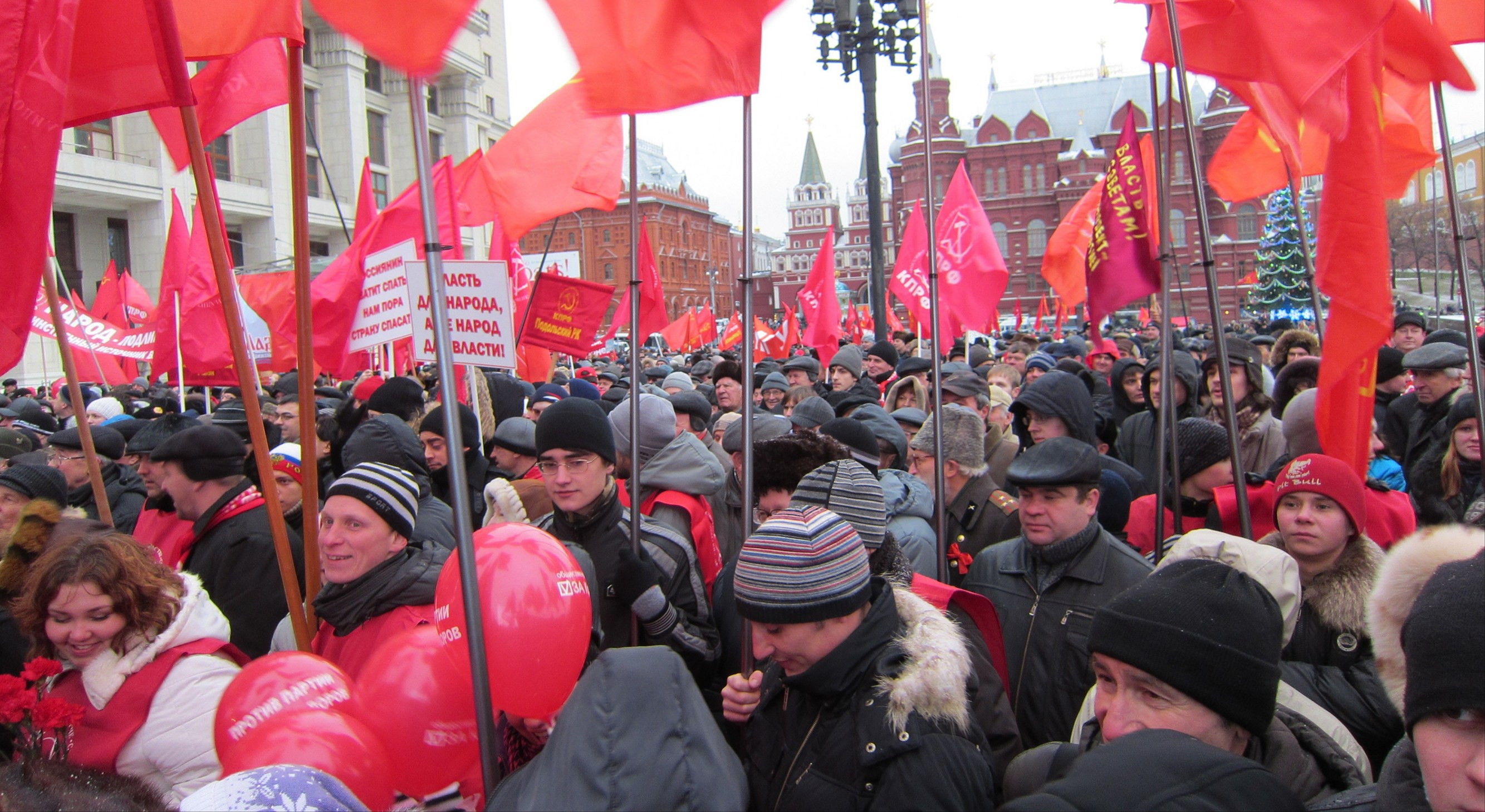
Demonstratie van de partij.
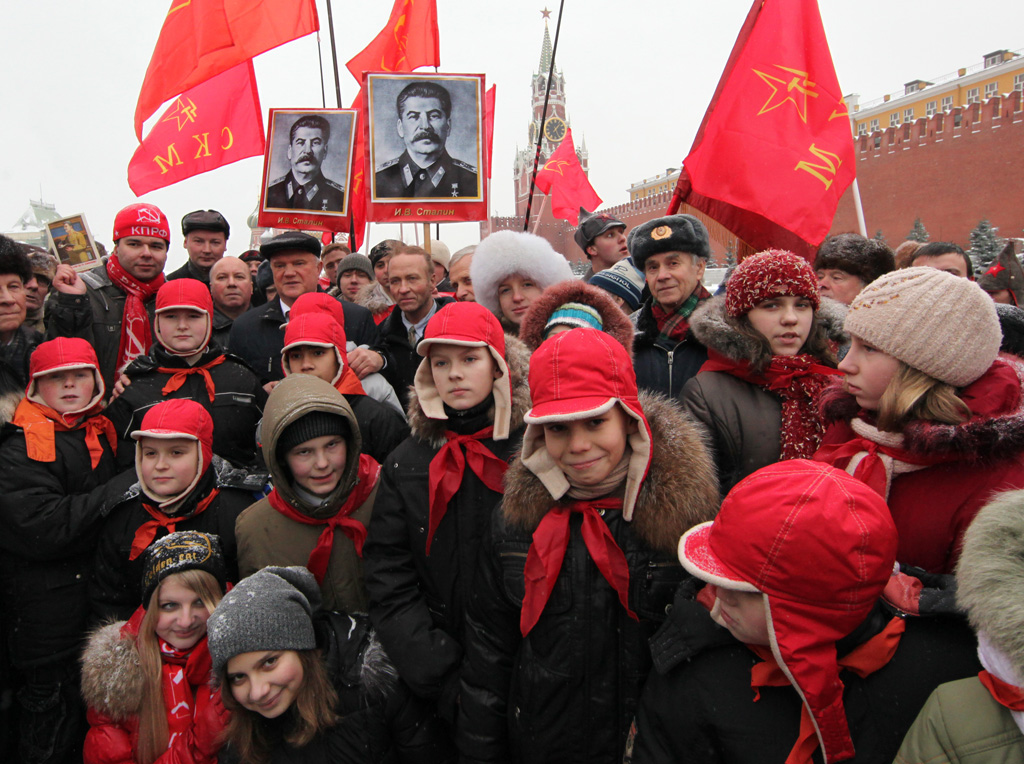
De partij legt bloemen neer bij het graf van Jozef Stalin.
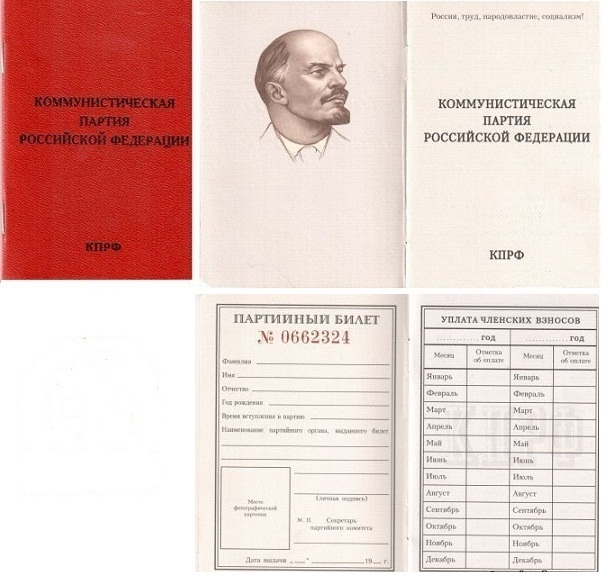
Het ledenpaspoort van de partij.